# Billy Young
Billy Young (Dublin, 1938–Dublin, 17 de abril de 2025) fue un jugador y entrenador de fútbol irlandés que jugó en la posición de defensa.

## Carrera

### Jugador
Jugó toda su carrera con el Bohemian FC de 1962 a 1969, equipo con el que ganó la desaparecida LFA President's Cup en dos ocasiones y es miembro del Salón de la Fama del club desde noviembre de 2007.

### Entrenador
| Periodo   | Club                  |
| --------- | --------------------- |
| 1969      | Athlone Town AFC      |
| 1971      | Shamrock Rovers       |
| 1973-1989 | Bohemian FC           |
| 1994      | Dublin University AFC |

## Logros

### Jugador
- LFA President's Cup (2): 1965-66, 1967-68

### Entrenador
- Liga de Irlanda (2): 1974–75, 1977–78
- Copa FAI (1): 1975-76
- Copa de la Liga de Irlanda (2): 1974–75, 1978–79
- División B de la Liga de Irlanda (1): 1968-69
- LFA President's Cup (6): 1974–75, 1975–76, 1976–77, 1977–78, 1978–79, 1982–83